# Le ali di Vendemiaire
Le ali di Vendemiaire (ヴァンデミエールの翼?, Vandemiēru no tsubasa) è un manga in due volumi di Mohiro Kitō pubblicato per la prima volta dalla casa editrice Kōdansha nel 1997. In Italia è stato pubblicato da Star Comics nel 2001 sugli albi Storie di Kappa n° 84/87.
Ciascun volumetto racchiude quattro storie o "capitoli", accomunate dalla presenza di alcune "bambole" meccaniche dall'aspetto umano chiamate Vendemiaire ed ambientate nello stesso mondo (basato sull'Europa dei primi del Novecento). Le storie sono interconnesse fra loro da riferimenti interni ai vari personaggi.
I personaggi femminili, sia umani che bambole meccaniche, hanno i nomi di quattro mesi del calendario rivoluzionario francese: Vendémiaire, Brumaire, Thermidor e Fructidor.

## Trama

### Capitolo 1
Il giovane Ray assiste all'arrivo del circo nella sua città; tra le attrazioni principali c'è una ragazza dotata di due ali d'angelo chiamata Vendemiaire. Ray si affeziona a lei, anche dopo aver scoperto che si tratta di un automa, e cerca di fuggire assieme a lei. Il proprietario del circo però non è d'accordo e con la sua frusta taglia in due Vendemiaire e stacca di netto la mano sinistra a Ray. Anni dopo Ray va nuovamente a visitare quel circo e si scopre che al posto della sua mano amputata c'è quella di Vendemiaire.

### Capitolo 2
Protagonista dell'episodio è un giovane aviatore, Will. Giunto nel paese dove deve partecipare a un concorso (fare dieci giri intorno a un campanile con l'aereo), egli incontra il circo visto nel primo episodio e una nuova Vendemiaire, alla quale offre un volo sul suo aereo. Lei prima rifiuta per paura del suo padrone, poi accetta; Will decide così di scommettere col proprietario del circo che se riuscirà a portare a termine la sua impresa aerea lui libererà Vendemiaire. Quando Will sta per compiere il decimo e ultimo giro, l'uomo libera un corvo che va a schiantarsi contro l'aereo del giovane, facendolo precipitare e riducendolo in fin di vita. Quando Will si risveglia scopre direttamente dall'uomo che Vendemiaire si è uccisa gettandosi da una torre.

### Capitolo 3
La Thermidor del titolo è una bimba molto malata che vive con il padre e il fratello Simon. Quest'ultimo, girovagando con l'amichetto Oliver per i boschi, trova la Vendemiaire del primo episodio e crede sia un angelo venuto a portare via l'anima della sorellina. Lui vorrebbe ucciderla per evitare la morte della sorella, però si fa convincere dall'amico a parlarne con il rigattiere che periodicamente visita il paese. Alla fine Vendemiaire si vende direttamente al rigattiere per conto di Simon, così che con la somma ricavata lui e il padre possano pagare le cure mediche necessarie a Thermidor.

## Volumi
| Nº | Titolo italiano Giapponese 「Kanji」 - Rōmaji - Traduzione letterale                                                                        | Data di prima pubblicazione | Data di prima pubblicazione |
| Nº | Titolo italiano Giapponese 「Kanji」 - Rōmaji - Traduzione letterale                                                                        | Giapponese                  | Italiano                    |
| 1  | Le ali di Vendemiaire 「ヴァンデミエールの翼」 - Vandemiēru no tsubasa – "Le ali di Vendemiaire"                                            | 1997                        | 2001                        |
| 1  | Capitoli - 1. La mano sinistra di Vendemiaire - 2. Le bianche ali di Vendemiaire - 3. Il tempo di Thermidor - 4. La cremazione di Fructidor |                             |                             |
| 2  | Le ali di Vendemiaire 「ヴァンデミエールの翼」 - Vandemiēru no tsubasa – "Le ali di Vendemiaire"                                            | 1997                        | 2001                        |
| 2  | Capitoli - 5. Le facezie di Brumaire - 6. Le ali nere di Vendemiaire - 7. La cremazione di Vendemiaire - 8. La planata di Vendemiaire       |                             |                             |